# Alberto Valentini
Aldo Alberto Valentini González (25 de novembre de 1938 - 25 d'octubre de 2009) fou un futbolista xilè.

## Selecció de Xile
Va formar part de l'equip xilè a la Copa del Món de 1966.